# Świtezianka dziewica
Świtezianka dziewica, świtezianka modra (Calopteryx virgo) – gatunek ważki równoskrzydłej z rodziny świteziankowatych (Calopterygidae). Występuje w Europie, północnej Afryce, Anatolii, centralnej Azji i na Syberii. W Polsce w prawie całym kraju, także w górach (do około 1350 m n.p.m.); w sporej części środkowej Polski jest jednak lokalny i rzadki.
Można je spotkać głównie nad wodą, w pobliżu stawów i jezior. Występują również wysoko w górach. Samica składa jaja nurkując pod wodę, na łodygach podwodnych roślin, które nacina pokładełkiem. Znosi do 300 jaj. Samce mają ciemnoniebieskie, metalicznie błyszczące zabarwienie ciała (w zależności od oświetlenia i kąta padania światła może się wydawać zielone) i czerwono-niebieskie skrzydła z jaśniejszymi wierzchołkami, u młodych samców skrzydła mają barwę ciemnobrązową. Samice są zielone, a ich skrzydła przezroczyste zabarwienia brązowego, z białą plamką na każdym skrzydle (nie jest to typowa dla ważek pterostygma, lecz struktura zbudowana z zagęszczonych żyłek, nazywana „pseudopterostygmą”). Długość ciała 33–40 mm, rozpiętość skrzydeł 70 mm.

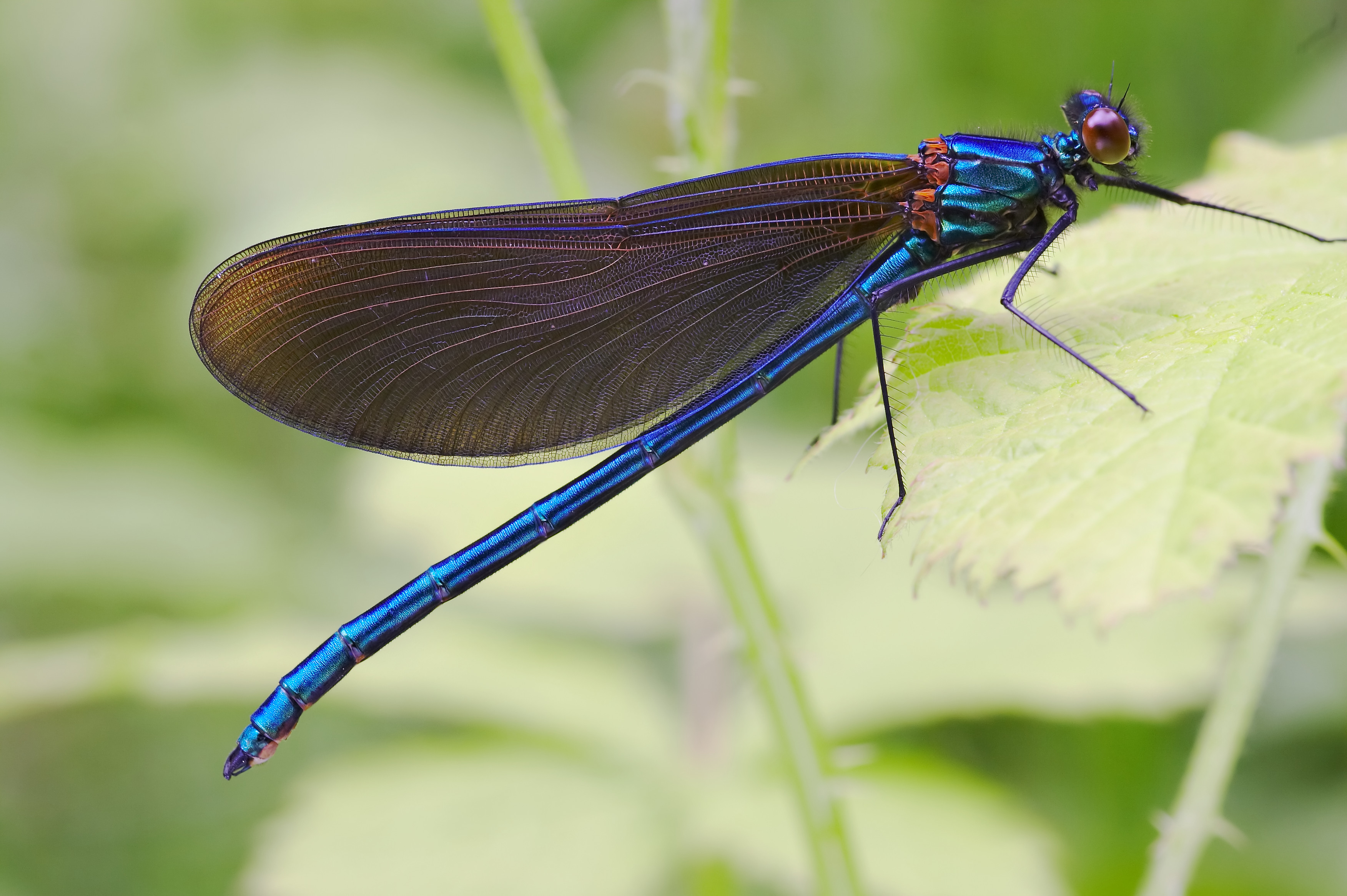
Młody samiec
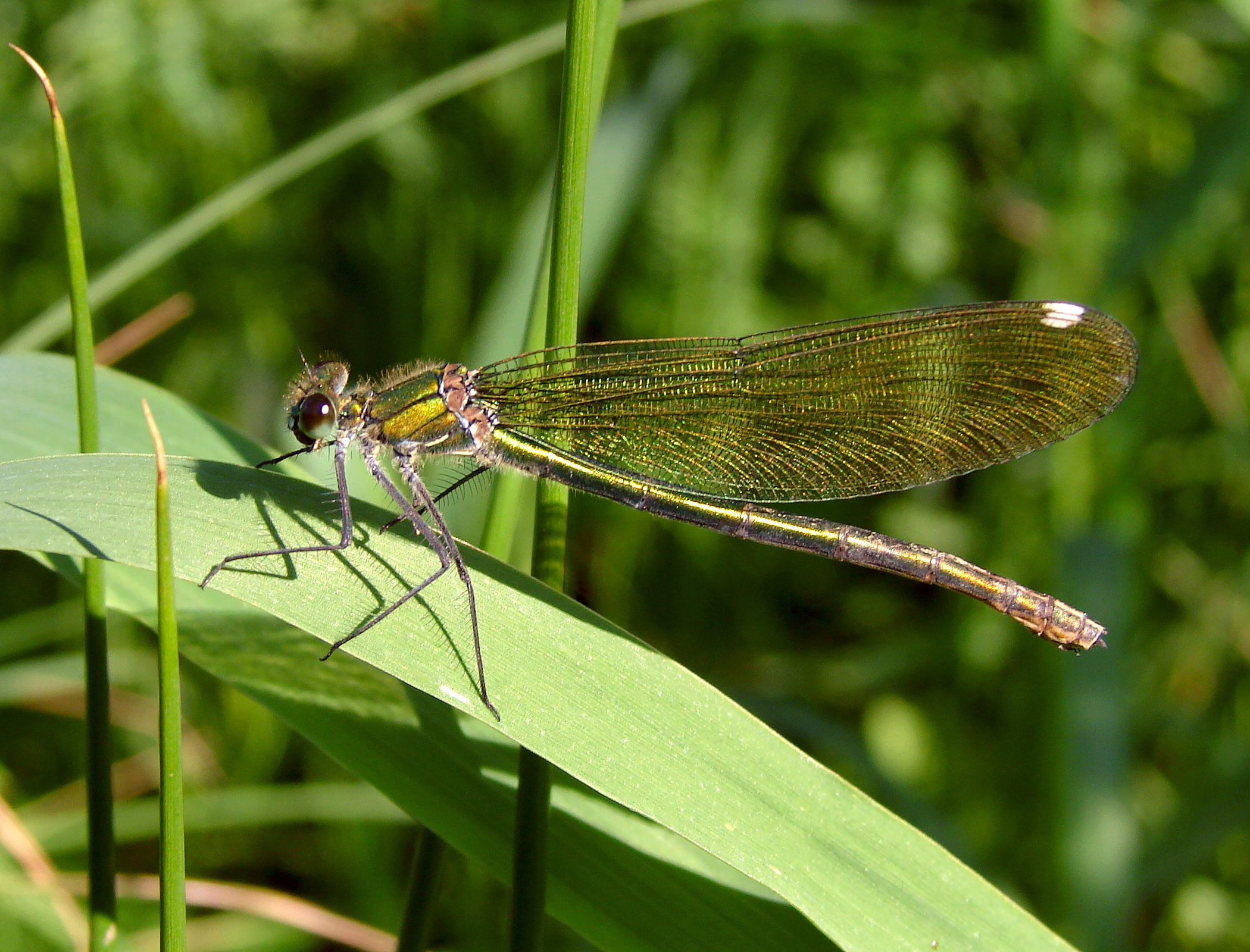
Samica
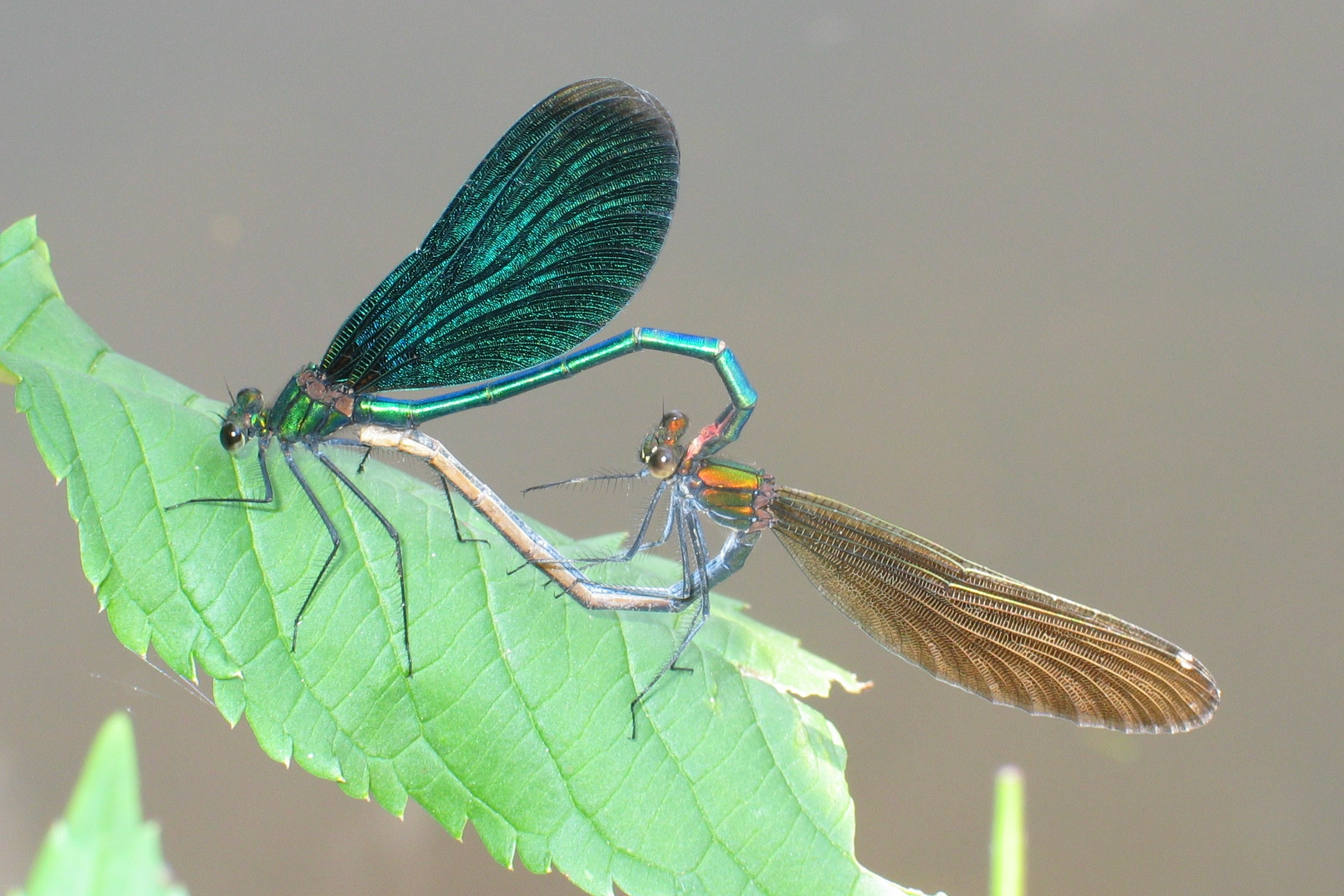
Samiec z samicą w trakcie kopulacji
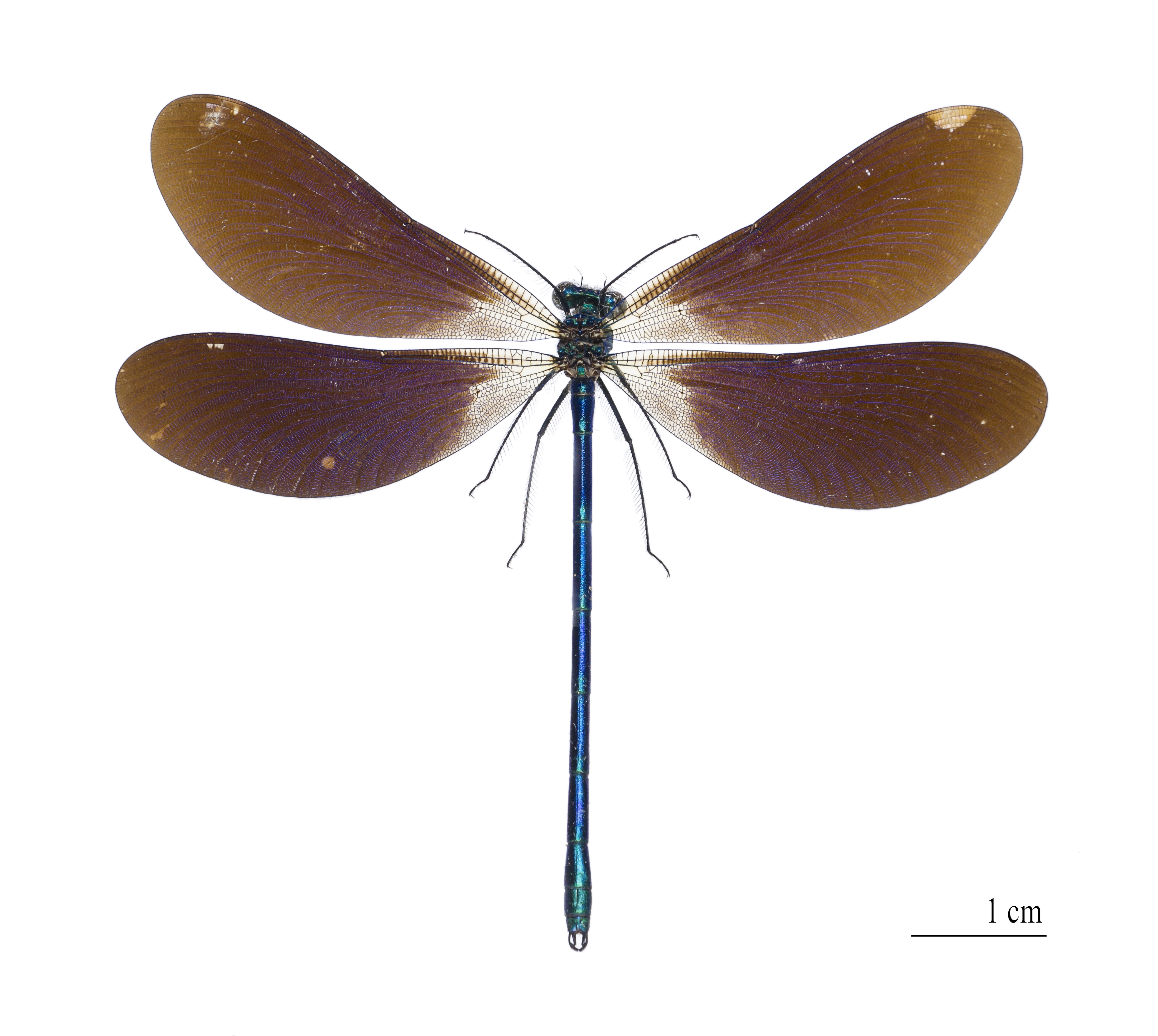
Calopteryx virgo meridionalis – spreparowany okaz